# اتحادیه زندیه
اتحادیه زندیه (به لاتین: Dhandia Union) یک منطقهٔ مسکونی در بنگلادش است که در Tala Upazila واقع شده‌است.